# Centre allemand de recherche sur le cancer
Le Deutsches Krebsforschungszentrum ou DKFZ (German Cancer Research Center en anglais) est un centre de recherche sur le cancer situé à Heidelberg (quartier Neuenheim), dans le Land de Bade-Wurtemberg en Allemagne. Le DKFZ a été créé en 1964 et fait partie de la Helmholtz-Gemeinschaft depuis 1995.

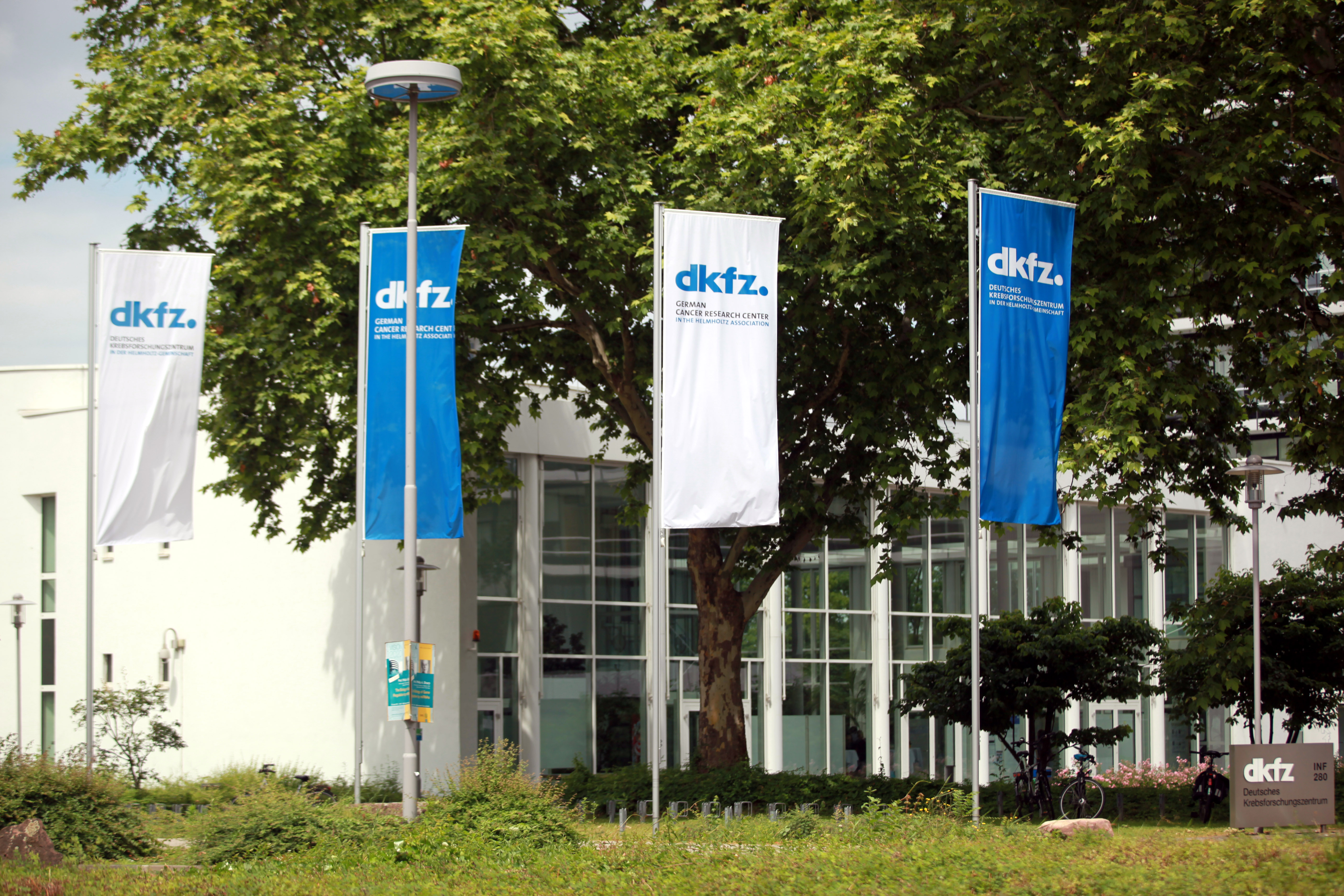
Le centre d'information du DKFZ dans le Neuenheimer Feld 280, près du bâtiment principal.

## Histoire
La création d'un centre national de recherche sur le cancer en Allemagne fut initiée par le professeur Karl Heinrich Bauer, chirurgien de Heidelberg. Le DKFZ a été créé en 1964 par une résolution du gouvernement de l'État de Bade-Wurtemberg en tant que fondation publique. En 1975, le Centre est devenu membre de l'association des centres nationaux de recherche. Cette association a été transformée en Association Hermann von Helmholtz des centres de recherche nationaux en 1995. Le Centre est également un membre de la Deutsche Forschungsgemeinschaft (DFG) depuis 1977.

## Domaines de recherche
Le DKFZ a les programmes de recherche suivants :
- biologie cellulaire et biologie des tumeurs ;
- génomique fonctionnelle et structurelle ;
- facteurs et prévention des risques de cancer ;
- immunologie des tumeurs ;
- imagerie et radio-oncologie ;
- infection, inflammation et cancer ;
- recherche translationnelle sur le cancer.

## Personnalités liées
- Stefan Hell (lauréat du prix Nobel de chimie en 2014 avec Eric Betzig et William Moerner)
- Harald zur Hausen (lauréat du prix Nobel de médecine en 2008)